# Rincon (Georgia)
Rincon es una ciudad ubicada en el condado de Effingham en el estado estadounidense de Georgia. En el año 2000 tenía una población de 4.376 habitantes.

## Geografía
Según la Oficina del Censo, la localidad tiene un área total de 17,4 km² (6,7 mi²), de la cual 17,4 km² (6,7 mi²) es tierra y 0 km² (0 mi²) (0.00%) es agua.

## Demografía
Según la Oficina del Censo en 2000 los ingresos medios por hogar en la localidad eran de $40,903, y los ingresos medios por familia eran $46,607. Los hombres tenían unos ingresos medios de $42,443 frente a los $25,449 para las mujeres. La renta per cápita para la localidad era de $22,023. 